# Amado Boudou
Amado Boudou (Buenos Aires, 19 de novembro de 1963) é um economista e político argentino. Entre 2009 e 2011 foi Ministro da Economia e de 2011 a 2015 foi o vice-presidente no Governo Cristina Kirchner.
Em 23 de outubro de 2011, Boudou foi eleito vice-presidente da Argentina na coligação da reeleita Presidente Cristina Fernández de Kirchner, tendo assumido o cargo em 10 de dezembro.

## Biografia
Amado Boudou nasceu na capital argentina. Aos cinco anos sua família mudou-se para Mar del Plata, onde cresceu. Ingressou na Universidade Nacional de Mar del Plata, onde obteve seu diploma em Economia em 1986.
Boudou tornou-se vendedor da Venturino Ehisur S.A., uma companhia sanitária local. Em 1992, após conseguir contratos com vários hospitais da região, Boudou foi promovido a gerente, mas a empresa acabou falindo. Boudou fundou, então, a Ecoplata S.A., que atuava no mesmo ramo, e fechou contratos com grandes empresários do setor hoteleiro nas cidades de Villa Gesell e Pinamar.
Amado Boudou entrou para a política em 1998, ano em que foi nomeado funcionário da ANSES - a agência de previdência social argentina.
Atividade como professor universitário
Desempenho de vários cargos como professor em várias universidades na Argentina. É um dos economistas mais respeitados do país, o seu trabalho como professor unviersitario lhe rendeu vários prêmios.